# ITF Canberra
Das ITF Canberra ist ein Tennisturnier der ITF Women’s World Tennis Tour, das in Canberra ausgetragen wird.
Aufgrund der Buschbrände in Australien fand das Turnier 2020 in Bendigo statt.

## Siegerliste

### Einzel
| Jahr    | Kategorie | Belag      | Siegerin          | Finalgegnerin      | Ergebnis       |
| ------- | --------- | ---------- | ----------------- | ------------------ | -------------- |
| 2004    | $25.000   | Sand       | Jaslyn Hewitt     | Evi Dominikovic    | 1:6, 6:3, 7:5  |
| 2005    | $25.000   | Sand       | Lauren Breadmore  | Beti Sekulovski    | 7:5, 6:4       |
| 2006    | $25.000   | Sand       | Jarmila Gajdošová | Monique Adamczak   | 7:65, 6:2      |
| 2015    | $60.000   | Hartplatz  | Asia Muhammad     | Eri Hozumi         | 6:4, 6:3       |
| 2016    |           |            |                   |                    |                |
| $25.000 | Sand      | Eri Hozumi | Destanee Aiava    | 6:3, 3:6, 7:63     |                |
| $25.000 | Sand      | Miyu Katō  | Anna Bondar       | 6:4, 7:63          |                |
| $50.000 | Hartplatz | Risa Ozaki | Georgia Brescia   | 6:4, 6:4           |                |
| 2017    | $60.000   | Hartplatz  | Olivia Rogowska   | Destanee Aiava     | 6:1, 6:2       |
| 2018    | $60.000   | Sand       | Dalila Jakupović  | Destanee Aiava     | 6:4, 6:4       |
| 2018    | $25.000   | Sand       | Jaimee Fourlis    | Ellen Perez        | 6:3, 6:2       |
| 2018    | $60.000   | Hartplatz  | Olivia Rogowska   | Zoe Hives          | 6:4, 6:2       |
| 2019    | W25       | Sand       | Destanee Aiava    | Risa Ozaki         | 6:2, 6:2       |
| 2019    | W25       | Sand       | Olivia Rogowska   | Priscilla Hon      | 7:66, 6:3      |
| 2020    | W25       | Hartplatz  | Magdalena Fręch   | Patricia Maria Țig | kampflos       |
| 2022    | W25       | Hartplatz  | Asia Muhammad     | Priscilla Hon      | 6:76, 6:3, 6:2 |
| 2022    | W25       | Hartplatz  | Asia Muhammad     | Arina Rodionova    | 6:1, 7:67      |
| 2022    | W60       | Sand       | Moyuka Uchijima   | Olivia Gadecki     | 6:2, 6:2       |
| 2022    | W60       | Sand       | Jang Su-jeong     | Yūki Naitō         | 6:73, 6:1, 6:4 |
| 2023    | W60       | Hartplatz  | Katie Boulter     | Jodie Burrage      | 3:6, 6:3, 6:2  |
| 2023    | W60       | Sand       | Priscilla Hon     | Olivia Gadecki     | 4:6, 6:2, 6:4  |
| 2023    | W60       | Sand       | Wang Yafan        | Olivia Gadecki     | 3:6, 6:2, 6:0  |

### Doppel
| Jahr    | Kategorie | Belag                          | Siegerinnen                               | Finalgegnerinnen                       | Ergebnis            |
| ------- | --------- | ------------------------------ | ----------------------------------------- | -------------------------------------- | ------------------- |
| 2004    | $25.000   | Sand                           | Daniella Jeflea Evie Dominikovic          | Mirielle Dittmann Cindy Watson         | 6:3, 6:1            |
| 2005    | $25.000   | Sand                           | Casey Dellacqua Daniella Jeflea           | Alison Bai Jenny Swift                 | 6:4, 6:3            |
| 2006    | $25.000   | Sand                           | Monique Adamczak Christina Horiatopoulos  | Leanne Baker Nicole Kriz               | 7:64, 6:1           |
| 2015    | $50.000   | Hartplatz                      | Misa Eguchi Eri Hozumi                    | Lauren Embree Asia Muhammad            | 7:613, 1:6, [14:12] |
| 2016    |           |                                |                                           |                                        |                     |
| $25.000 | Sand      | Ashleigh Barty Arina Rodionova | Kanae Hisami Varatchaya Wongteanchai      | 6:4, 6:2                               |                     |
| $25.000 | Sand      | Ashleigh Barty Arina Rodionova | Eri Hozumi Miyu Katō                      | 5:7, 6:3, [10:7]                       |                     |
| $50.000 | Hartplatz | Jessica Moore Storm Sanders    | Alison Bai Lizette Cabrera                | 6:3, 6:4                               |                     |
| 2017    | $60.000   | Hartplatz                      | Asia Muhammad Arina Rodionova             | Jessica Moore Ellen Perez              | 6:4, 6:4            |
| 2018    | $60.000   | Sand                           | Priscilla Hon Dalila Jakupović            | Miyu Katō Makoto Ninomiya              | 6:4, 4:6, [10:7]    |
| 2018    | $25.000   | Sand                           | Irina Fetecău Kaylah McPhee               | Pia König Michika Ozeki                | 6:1, 4:6, [10:5]    |
| 2018    | $60.000   | Hartplatz                      | Ellen Perez Arina Rodionova               | Destanee Aiava Naiktha BAins           | 6:75, 6:3, [10:7]   |
| 2019    | W25       | Sand                           | Naiktha Bains Tereza Mihalíková           | Destanee Aiava Ellen Perez             | 4:6, 6:2, [10:4]    |
| 2019    | W25       | Sand                           | Alison Bai Jaimee Fourlis                 | Naiktha Bains Tereza Mihalíková        | 6:2, 6:2            |
| 2020    | W25       | Hartplatz                      | Alison Bai Jaimee Fourlis                 | Anna Bondar Pemra Özgen                | 5:7, 6:4, [10:8]    |
| 2022    | W25       | Hartplatz                      | Asia Muhammad Arina Rodionova             | Alison Bai Jaimee Fourlis              | 6:3, 3:6, [10:6]    |
| 2022    | W25       | Hartplatz                      | Asia Muhammad Arina Rodionova             | Alison Bai Jaimee Fourlis              | 7:62, 7:65          |
| 2022    | W60       | Sand                           | Han Na-lae Jang Su-jeong                  | Yūki Naitō MOyuka Uchijima             | 3:6, 6:2, [10:5]    |
| 2022    | W60       | Sand                           | Ankita Raina Arina Rodionova              | Fernanda Contreras Gómez Alana Parnaby | 4:6, 6:2, [11:9]    |
| 2023    | W60       | Hartplatz                      | Irina Chromatschowa Anastassija Tichonowa | Robin Anderson Hailey Baptiste         | 6:4, 7:5            |
| 2023    | W60       | Sand                           | Elysia Bolton Alexandra Bozovic           | Priscilla Hon Dalila Jakupović         | 4:6, 7:5, [13:11]   |
| 2023    | W60       | Sand                           | Erina Hayashi Yūki Naitō                  | Destanee Aiava Olivia Gadecki          | 7:62, 7:5           |

## Quelle
- ITF Homepage